# Blechnum lherminieri
Blechnum lherminieri är en kambräkenväxtart. Blechnum lherminieri ingår i släktet Blechnum och familjen Blechnaceae.

## Underarter
Arten delas in i följande underarter:
- B. l. lehmannii
- B. l. lherminieri